# Wijken en buurten in Littenseradeel
De Nederlandse gemeente Littenseradeel is voor statistische doeleinden onderverdeeld in wijken en buurten. De gemeente is verdeeld in de volgende statistische wijken:
- Wijk 00 Zuid (CBS-wijkcode:014000)
- Wijk 01 Noord (CBS-wijkcode:014001)
- Wijk 02 Mantgum (CBS-wijkcode:014002)
- Wijk 03 (CBS-wijkcode:014003)
- Wijk 04 (CBS-wijkcode:014004)

Een statistische wijk kan bestaan uit meerdere buurten. Onderstaande tabel geeft de buurtindeling met kentallen volgens het Centraal Bureau voor de Statistiek (2008):
| CBS-buurtcode | Buurtnaam                       | Inwonertal | Opp. totaal (ha) | Opp. land (ha) | Ligging                |
| ------------- | ------------------------------- | ---------- | ---------------- | -------------- | ---------------------- |
| BU01400000    | Wommels                         | 1960       | 114              | 110            | Locatie in de gemeente |
| BU01400001    | Easterein                       | 840        | 66               | 66             | Locatie in de gemeente |
| BU01400002    | Hinnaard                        | 60         | 231              | 228            | Locatie in de gemeente |
| BU01400003    | Itens                           | 210        | 259              | 258            | Locatie in de gemeente |
| BU01400004    | Rien                            | 130        | 228              | 224            | Locatie in de gemeente |
| BU01400005    | Lytsewierrum                    | 70         | 337              | 336            | Locatie in de gemeente |
| BU01400006    | Hidaard                         | 120        | 243              | 239            | Locatie in de gemeente |
| BU01400007    | Reahûs                          | 180        | 444              | 436            | Locatie in de gemeente |
| BU01400008    | Verspreide huizen Wommels       | 190        | 915              | 903            | Locatie in de gemeente |
| BU01400009    | Verspreide huizen Easterein     | 130        | 721              | 712            | Locatie in de gemeente |
| BU01400100    | Wjelsryp                        | 370        | 48               | 45             | Locatie in de gemeente |
| BU01400101    | Baaium                          | 100        | 146              | 145            | Locatie in de gemeente |
| BU01400102    | Spannum                         | 250        | 28               | 28             | Locatie in de gemeente |
| BU01400103    | Iens                            | 40         | 134              | 130            | Locatie in de gemeente |
| BU01400104    | Kûbaard                         | 180        | 38               | 37             | Locatie in de gemeente |
| BU01400105    | Waaksens                        | 90         | 266              | 262            | Locatie in de gemeente |
| BU01400107    | Verspreide huizen Wjelsryp      | 120        | 548              | 538            | Locatie in de gemeente |
| BU01400108    | Verspreide huizen Spannum       | 40         | 488              | 485            | Locatie in de gemeente |
| BU01400109    | Verspreide huizen Kûbaard       | 80         | 679              | 675            | Locatie in de gemeente |
| BU01400200    | Mantgum                         | 1110       | 75               | 72             | Locatie in de gemeente |
| BU01400209    | Verspreide huizen Mantgum       | 70         | 544              | 539            | Locatie in de gemeente |
| BU01400300    | Baard                           | 200        | 270              | 266            | Locatie in de gemeente |
| BU01400301    | Easterlittens                   | 440        | 58               | 56             | Locatie in de gemeente |
| BU01400302    | Winsum                          | 1040       | 84               | 81             | Locatie in de gemeente |
| BU01400303    | Britswert                       | 120        | 405              | 395            | Locatie in de gemeente |
| BU01400304    | Wiuwerd                         | 250        | 397              | 392            | Locatie in de gemeente |
| BU01400305    | Boazum                          | 310        | 83               | 82             | Locatie in de gemeente |
| BU01400306    | Easterwierrum                   | 330        | 413              | 407            | Locatie in de gemeente |
| BU01400307    | Verspreide huizen Easterlittens | 40         | 639              | 630            | Locatie in de gemeente |
| BU01400308    | Verspreide huizen Winsum        | 80         | 790              | 779            | Locatie in de gemeente |
| BU01400309    | Verspreide huizen Boazum        | 90         | 697              | 685            | Locatie in de gemeente |
| BU01400400    | Weidum                          | 550        | 62               | 61             | Locatie in de gemeente |
| BU01400401    | Jellum                          | 150        | 311              | 308            | Locatie in de gemeente |
| BU01400402    | Bears                           | 120        | 274              | 269            | Locatie in de gemeente |
| BU01400403    | Jorwert                         | 240        | 43               | 42             | Locatie in de gemeente |
| BU01400404    | Hilaard                         | 260        | 29               | 29             | Locatie in de gemeente |
| BU01400405    | Hûns                            | 100        | 320              | 318            | Locatie in de gemeente |
| BU01400406    | Leons                           | 20         | 180              | 177            | Locatie in de gemeente |
| BU01400407    | Verspreide huizen Weidum        | 70         | 496              | 486            | Locatie in de gemeente |
| BU01400408    | Verspreide huizen Jorwert       | 70         | 688              | 685            | Locatie in de gemeente |
| BU01400409    | Verspreide huizen Hilaard       | 60         | 464              | 456            | Locatie in de gemeente |